# Charles Baltet

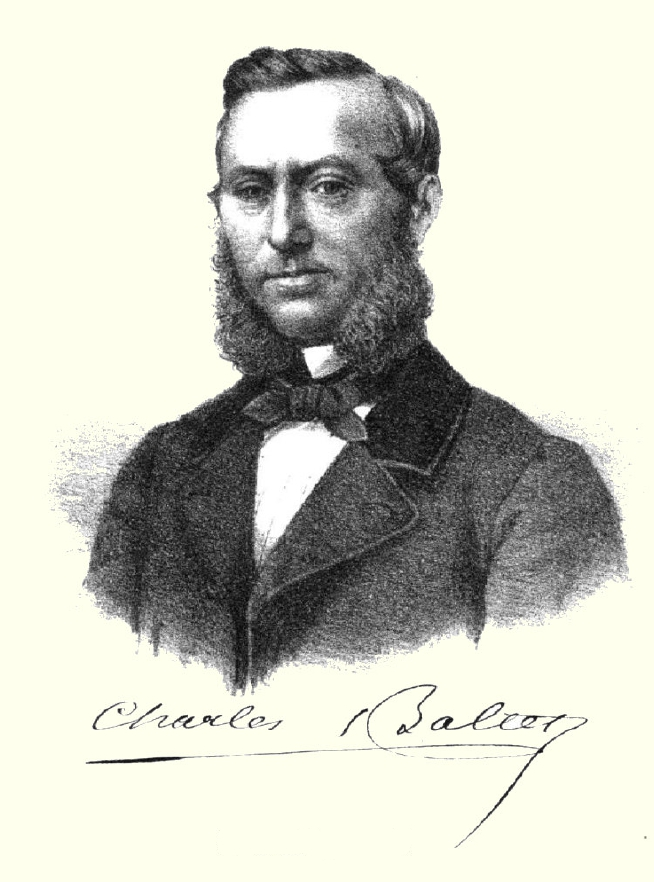
Charles Baltet (um 1867)

Charles Appolinaire Baltet (* 14. Januar 1830 in Troyes; † 24. November 1908 ebenda) war ein französischer Gärtner, Baumschulbesitzer und Pomologe.

## Leben und Familie

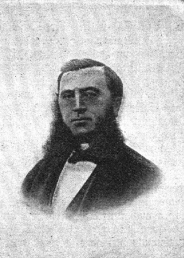
Charles Baltet (um 1898)

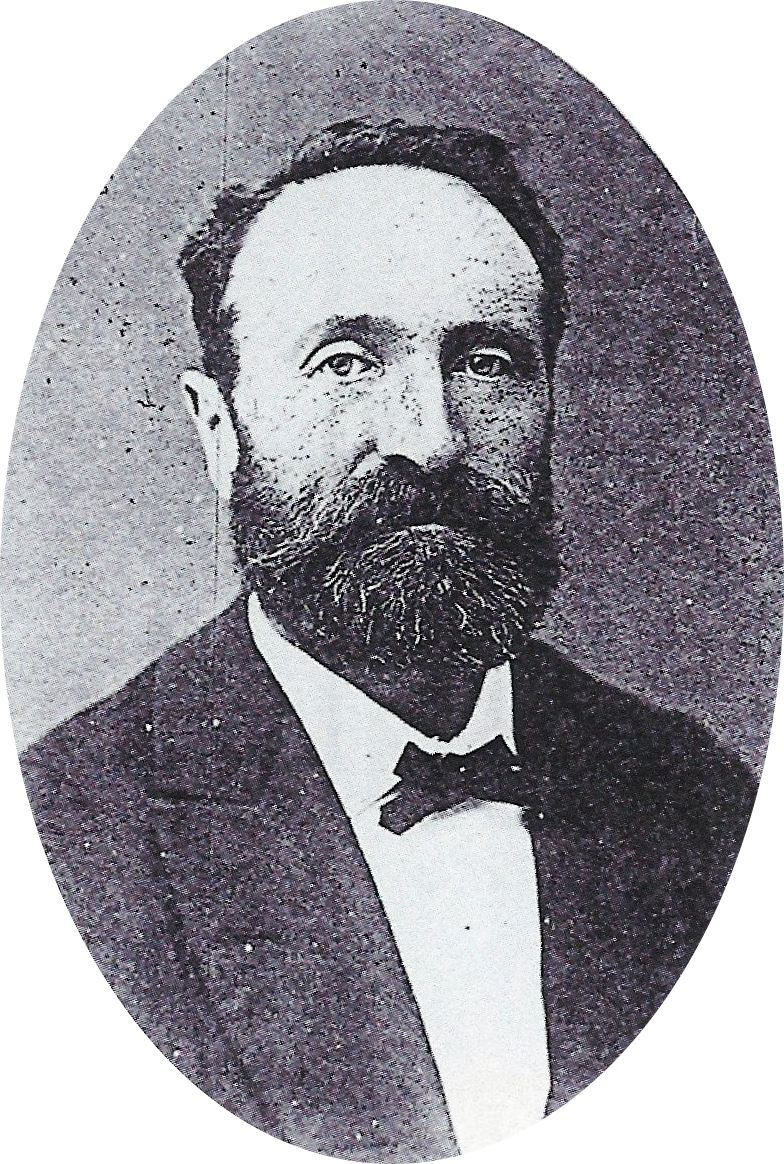
Ernest Baltet (1835–1922), der Bruder von Charles Baltet

Charles Baltet wurde 1830 als Sohn des Baumschulbesitzers Lyé-Savinien Baltet (* 6. Januar 1800 in Troyes, † 25. August 1879 in Troyes) und dessen Frau Victoire, geborene Leclerc (* 30. Oktober 1803 in Troyes, † 20. März 1888 in Troyes) in Troyes geboren. Er hatte zwei Geschwister:
- Virginie (* 12. November 1828 in Troyes, † 25. Dezember 1918 in Troyes)
- Ernest Lyé (* 25. November 1835 in Troyes, † 27. Mai 1922 in Troyes)

Charles Baltet besuchte die lokale Schule und anschließend das College Pithou in seinem Geburtsort Troyes.
Am 9. Juni 1855 heiratete er in Troyes Hortense Catherine Alexandrine Mignard (* 18. Mai 1836 in Troyes, † 15. Oktober 1872 in Troyes), mit der er drei Kinder bekam:
- Alice Hortense Amélie Virginie (* 18. Januar 1857 in Troyes, † 13. März 1876 in Troyes)
- Lucie Marie Ernestine (* 27. November 1863 in Troyes, † 12. Oktober 1939 in Troyes)
- Lucien Charles Eugene (* 27. November 1867 in Troyes, † 27. Mai 1918 in Troyes)

Nach dem Tod seiner ersten Frau im Jahr 1872 heiratete er im Jahr 1872 in zweiter Ehe am 3. November 1874 in Troyes Amélie Prudence Désirée Mainfroy (* 15. November 1845, † 22. Juni 1919 in Troyes), mit der er drei weitere Kinder bekam:
- Charles Ernest Eugene Auguste Lyé (* 16. Oktober 1875 in Troyes, † 14. April 1876 in Troyes)
- Eva Alice Eugene Hortense (* 10. August 1877 in Troyes, † 13. August 1964 in Vila nova de Gaia)
- Amélie Louise Charlotte Victoire (* 15. Juni 1882 in Troyes, † 5. Juni 1966 in Vila nova de Gaia)

Charles Baltets Cousin war der Politiker Claude Stanislas Baltet, der von 1881 bis 1889 für die Republikanische Union Mitglied des französischen Parlamentes war.
Charles Baltet starb am 24. November 1908 im Alter von 70 Jahren in Troyes.

## Die Baumschule Freres Baltet
Die Baumschule Baltet ist ein traditionsreiches Familienunternehmen. Charles Baltets Vater, Lyé-Savinien Baltet, war bereits in 9. Generation Gärtner und Baumschuler. Er übernahm den Betrieb nach dem Tod seines Vaters Savinien Baltet (* 1771, † 23. August 1820 in Troyes) zusammen mit seinem Bruder Claude. Die beiden Brüder führten das Unternehmen ab diesem Zeitpunkt unter dem Namen Freres Baltet. Obwohl Claude Baltet bereits 1832 an der Cholera starb, firmierte die Baumschule zum Andenken an den Verstorbenen weiter unter Freres Baltet. Lyé-Savinien Baltet etablierte die Baumschule im Vorort Croncels, wo er nach und nach zahlreiche zusammenhängende Grundstücke erwarb. Die Baumschule war vor allem auf Obstbäume spezialisiert, es wurden aber auch Ziergehölze, Rosen und Dahlien kultiviert.
Nach dem Abschluss ihrer Schulausbildung arbeiteten Charles und sein Bruder Ernest zunächst in der elterlichen Baumschule mit, bevor sie im Jahr 1855 gemeinsam deren Leitung übernahmen. Unter der Leitung von Charles Baltet gingen aus der Baumschule zahlreiche Züchtungen von Obstsorten hervor.
Neben der praktischen Arbeit als Baumschuler engagiere sich Charles Baltet für den theoretischen Fortschritt auf dem Gebiet des Gartenbaus und der Obstbaumkultur. So gehörte er zu den Gründungsmitgliedern der Société vigneronne & forestière sowie der Société d'horticulture de l'Aube, deren Sekretär er 1850 im Alter von nur 20 Jahren wurde.
Er war bei dessen Gründung im Jahr 1856 Präsident des Pomologischen Congress in Lyon.
Im Jahr 1856 gründete er die Societé pomologique de France in Lyon, dem er lange Jahre als Präsident vorstand.
Baltet ist der Begründer der „Société Horticole, Vigneronne et Forestière de l'Aube“. Baltet war Mitglied in insgesamt 125 Gartenbaugesellschaften, 35 davon im Ausland.
Im Jahr 1864 reiste Charles Baltet im Auftrag der französischen Regierung nach Belgien, um sich über den dortigen landwirtschaftlichen Fortschritt zu informieren. Er verfasste über seine Erkenntnisse den Bericht L'Horticulture en Belgique: son enseignement, ses institutions, son organisation officielle., der durch die französische Regierung 1865 veröffentlicht wurde. Für diesen Bericht verlieh ihm die Société Nationale d’Horticulture de France eine Goldmedaille. Auch für das 1895 erschienene, fast 800 Seiten umfassendes Werk L'horticulture dans les cinq parties du monde. erhielt er eine Goldmedaille der Société Nationale d’Horticulture sowie den mit 10.000 Franc dotierten Joubert de l’Hyberderie-Preis verliehen.
Die Baumschule existiert noch heute und wird mittlerweile in der 13. Generation durch Éric Baltet-Dumont, einen Urenkel von Charles Baltet, unter dem Namen Les Arbres Eric Dumont geleitet.

## Pflanzenzüchtungen

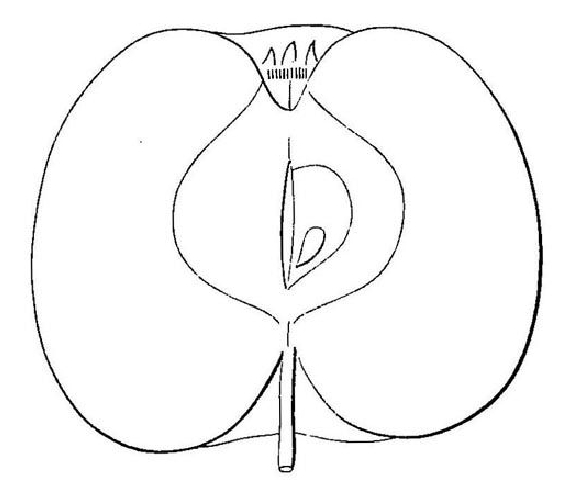
Schnittzeichnung des Transparent von Croncels aus der Deutschen Pomologie von Wilhelm Lauche (1883)

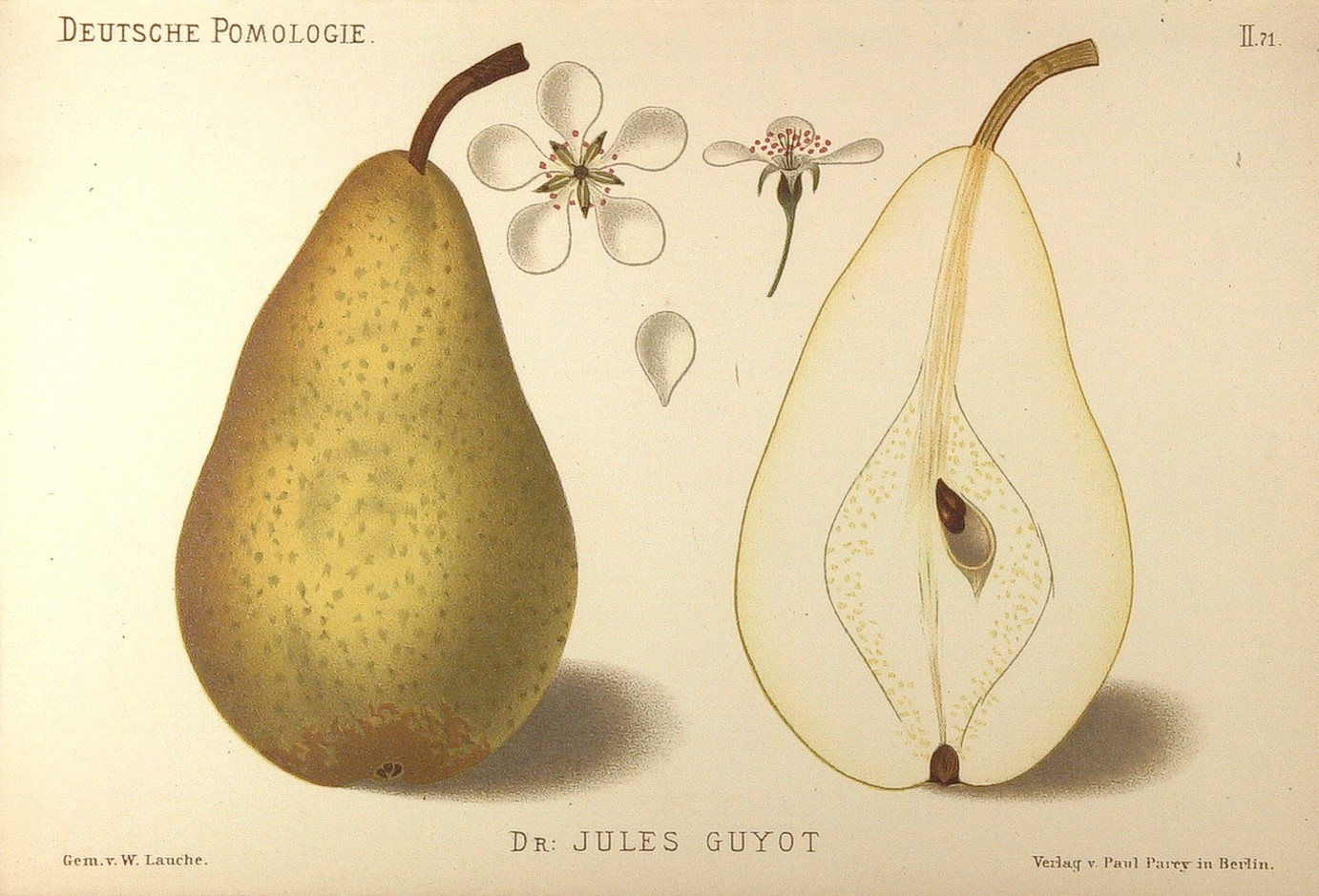
Dr. Jules Guyot, gezüchtet in der Baumschule der Gebrüder Baltet

Aus der Baumschule Freres Baltet gingen berühmte Züchtungen vor allem von Obstsorten, aber auch von Rosen, Flieder und Dahlien hervor.
- Äpfel
  - Apfel von Croncels[10], auch unter den Synonymen Transparent aus Croncels, Eisapfel von Croncels und Rosenapfel von Croncels verbreitet; 1869 in den Handel gebracht
  - Cramoisie de Croncels

- Birnen
  - Beurré Baltet Père, auch Baltet sen., Vater Baltet
  - Dr. Jules Guyot, auch Dr. Julius Guyot, in der Baumschule Baltet aus Samen gezogen und 1875 in den Handel gebracht.[11] Benannt zu Ehren des französischen Arztes und Physikers Jules Guyot, der eine neue Form der Rebenerziehung (Guyot-Erziehung) propagierte.
  - Madame Ernest Baltet, 1879 gezogen
  - Fondante de Croncels, Sämling aus Clapps Liebling x Virginie Baltet

- - Charles Ernest, auch Charles Ernst, 1879
  - Madame Lye Baltet, 1877

- - De Flanders, 1876
  - Roosevelt, 1905
  - Virginie Baltet, 1905[12]
  - Präsident Deviolaine, 1905[12]
  - Madame Ernest Baltet, 1905[12]
  - Professeur Opoix, 1905[12], benannt nach dem französischen Obstbauwissenschaftler Octave Opoix
  - Wilder, 1906[12]
  - Professeur Grosdemange, 1906[12]
  - Giffards Butterbirne, auch Beurré Giffard, 1906[12]
  - Beurré d'Avril, 1909
  - Eva Baltet, um 1890, Kreuzung aus Williams Christbirne x Holzfarbige Butterbirne

- Steinobst
  - Späte Muskateller Pflaume, 1859
  - Précoce de Croncels (in Deutschland als Frühe von Croncels verbreitet), Nektarine[13]
  - Le Vainqueur, Pfirsich, 1906[12]
  - Charles Ingouf, Pfirsich, 1906[12]
  - Baltet, Pfirsich[12]

Verschiedene Pflanzenzüchter benannten Züchtungen zu Ehren der Baumschule Baltet. So taufte Pierre Tourasse eine von ihm aus einer Kreuzung der Williams Christ Birne mit der Holzfarbigen Butterbirne gezüchtete und 1895 in den Handel gebrachte Birnensorte Eva Baltet nach der Tochter von Charles Baltet. Der französische Rosenzüchter Moreau-Robert benannte 1873 eine von ihm gezüchtete karminrote Remontant-Rose nach Charles Baltets Ehefrau Madame Charles Baltet.

## Ehrungen
- Charles Baltet war Träger des Kreuzes der Ehrenlegion[6]. 1898 wurde ihm das Ritterkreuz des Russischen Ordens der Heiligen Anna verliehen.[16]
- In Saint-Pouange wurde das landwirtschaftlich-technisches Lyceum nach Charles Baltet benannt.
- In Troyes ist das Boulevard Charles Baltet und in Saint-Andre-les-Vergers die Rue Charles Baltet nach dem berühmten Baumschuler benannt.

## Werke
- La Mise à fruit des arbres fruitiers rebelles. 1850
- La Culture perfectionnée de la vigne. 1857
- Les bonnes poires: leur description abrégée et la manière de les cultiver. 1859
  - weitere Auflagen: 1860
  - Übersetzung ins Deutsche: Auswahl werthvoller Birnsorten: Kurze Beschreibung und Angabe der zweckmäßigsten Kultur derselben. Bardtenschlager, 1863
  - Übersetzung ins Niederländische: De goede peren, hunne kortbondige beschryving en kweekwyze. Michiels, 1863
- Rapport sur le Jardin Fruitier du Muséum. Dufour-Bouquot, Troyes 1861
- Pépinière et multiplication des végétaux. 1864
- Culture du poirier: comprenant la plantation, la taille, la mise à fruit, et la description ábrégée des cent meilleures poires. Librairie centrale d'Agriculture et de Jardinage. Paris 1865
- Praktische Anleitung zur Baumzucht : Mit dem Porträt des Autors und 44 in den Text gedruckten Abbildungen. Verlag Dorn. Ravensburg 1865. Deutsche Übersetzung des Kapitels von C. Baltet über Baumzucht und Pomologie für die Enzyklopädie Le livre de la ferme et des maisons de campagne.; übersetzt durch B. Hummel und Eduard von Lade
- L'Horticulture en Belgique: son enseignement, ses institutions, son organisation officielle. Victor Masson et fils, Paris 1865
- L'Art de greffer les arbres, arbrisseaux et arbustes fruitiers, forestiers ou d'ornement - pour les multiplier, les former ou les mettre a fruit. Vicot Masson et fils. Paris 1867
  - weitere Auflagen: Paris 1869, 1880, 1888, 1892, 1902
  - Übersetzung ins Englische: The Art of Grafting and Budding. London, 1882
- Rapport sur la question de l'incision annulaire de la taille tardive et du pincement de la vigne. Ministère de l'Agriculture et la Commerce, 1870
- Arboriculture fruitière et viticulture. 1870
- La Culture des arbres fruitiers au point de vue de la grande production. 1871
- La Coulure Du Raisin: Ses Causes Et Effets, Moyens de L'Empcher. Dufour-Bouquot, Troyes 1871
  - Übersetzung in ins Spanische: El corrimiento de las uvas: aumentado con una introduccion. übersetzt von Mariano Vergara. E. Cuesta, 1890
- Traitement des vignes gelées. 1873
- Meilleures pommes à cultiver. 1879
- Les Bonnes Poires d'hiver. Dufour-Bouquot, 1880
- L'action du froid sur les végétaux pendant l'hiver 1879-80: ses effets dans les jardins, les pépinières, les parcs, les forêts et les vignes, avec la nomenclature des arbres et des arbustes qui ont succombé ou résisté à la gelée. J. Tremblay, 1882
- Traité de culture fruitière commerciale et bourgeoise. 1884
  - weitere Auflagen: 1908
- Arbustes de pleine terre. 1886
- Le Surgreffage des végétaux. 1887
- L'Horticulture française : ses progrès et ses conquètes depuis 1789. 1890
- La Production du vin et du cidre dans l’Aube. 1890
- L'horticulture dans les cinq parties du monde. Société nationale d'horticulture, 1895
- Causeries sur la rose en Champagne. Société d'agriculture, commerce, sciences et arts du département de la Marne, 1894
- La pepiniere, fruitiere, forestiere arbustive, vigneronne et coloniale. Masson et Cie, 1903
- Chrysanthème Et Dahlia. Leur Entrée en Europe, en France Et Dans Le Département de L'Aube. 1905
- Les fruits de commerce: d'exportation et de marche : question traitee au congres internationale d'horticulture, De Liege, du 8 au 10 Mai 1905.Librairie Agricole de la Maison Rustique, 1906
- Des arbres et arbrisseaux d'ornement de plein air cultivés pour leurs fleurs. Opérations de taille en rapport avec la connaissance de leur mode de floraison. Société nationale d'horticulture de France. Paris ** weitere Auflagen: 1898, 1905
- Les arbres, arbrisseaux et arbustes à fleurs de plein air : leur mode de floraison, taille d'hiver, taille d'été, absence de taille.
  - weitere Auflagen: 5. Auflage 1905